# Sanja Vujović
Sanja Vujović (tidligere Damnjanović, født d. 25. maj 1987 i Beograd) er en serbisk håndboldspiller, der spiller for ŽRK Budućnost Podgorica og det serbiske landshold.